# Turces
Turces (llamada oficialmente Santa María de Turces) es una parroquia y una aldea española del municipio de Touro, en la provincia de La Coruña, Galicia.

## Entidades de población
Entidades de población que forman parte de la parroquia:
- As Pedreiras
- Gordela (A Gordela)
- Marzá
- Merés
- Monte (O Monte)
- Murgás
- Ribeira (A Ribeira)
- Turces

## Demografía

### Parroquia
| Gráfica de evolución demográfica de Turces (parroquia) entre 2000 y 2019 |
|                                                                          |
| Datos según el nomenclátor publicado por el INE.                         |

### Aldea
| Gráfica de evolución demográfica de Turces (aldea) entre 2000 y 2019 |
|                                                                      |
| Datos según el nomenclátor publicado por el INE.                     |